# Olympische Sommerspiele 1932/Reiten
Bei den X. Olympischen Spielen 1932 in Los Angeles wurden fünf Reitwettbewerbe ausgetragen. Der Mannschaftswettbewerb der Springreiter fand nicht statt.

## Dressur
Zum ersten Mal in der olympischen Geschichte werden in der Dressur Piaffe und Passage verlangt. An den Dressurwettbewerben nehmen nur drei Mannschaften teil, Frankreich, Schweden und die USA.

### Einzel
| Platz | Land | Athlet                     | Punkte |
| ----- | ---- | -------------------------- | ------ |
| 1     | FRA  | Xavier Lesage auf „Taine“  | 343,75 |
| 2     | FRA  | Charles Marion auf „Linon“ | 305,42 |
| 3     | USA  | Hiram Tuttle auf „Olympic“ | 300,50 |

### Mannschaft
| Platz | Land | Athlet                                                                                             | Punkte |
| ----- | ---- | -------------------------------------------------------------------------------------------------- | ------ |
| 1     | FRA  | André Jousseaume auf „Sorelta“ Xavier Lesage auf „Taine“ Charles Marion auf „Linon“                |        |
| 2     | SWE  | Gustaf Adolf Boltenstern jr. auf „Ingo“ Thomas Byström auf „Gulliver“ Bertil Sandström auf „Kreta“ |        |
| 3     | USA  | Isaac Kitts auf „American Lady“ Alvin Moore auf „Water Pat“ Hiram Tuttle auf „Olympic“             |        |

## Springreiten

### Einzel
| Platz | Land | Athlet                           | Strafpunkte |
| ----- | ---- | -------------------------------- | ----------- |
| 1     | JPN  | Takeichi Nishi auf „Uranus“      | 8           |
| 2     | USA  | Harry Chamberlin auf „Show Girl“ | 12          |
| 3     | SWE  | Clarence von Rosen auf „Empire“  | 16          |

### Mannschaft
Um an diesem Wettbewerb teilzunehmen, mussten jeweils drei Springreiter einer Mannschaft den Kurs komplett durchreiten. Lediglich Mexiko, Schweden und die Vereinigten Staaten nahmen an diesem Wettbewerb teil. Da jeweils mindestens ein Reiter von diesen Mannschaften den Kurs nicht komplett abschließen konnten, wurden in diesem Wettbewerb bei diesen Olympischen Spielen keine Medaillen vergeben.

## Vielseitigkeit

### Einzel
| Platz | Land | Athlet                                    | Punkte   |
| ----- | ---- | ----------------------------------------- | -------- |
| 1     | NED  | Charles Pahud de Mortanges auf „Marcroix“ | 1813,833 |
| 2     | USA  | Earl Foster Thomson auf „Jenny Camp“      | 1811,000 |
| 3     | SWE  | Clarence von Rosen auf „Sunnyside Maid“   | 1809,416 |

### Mannschaft
| Platz | Land | Athlet | Punkte |
| ----- | ---- | --- | ------ |
| 1     | USA  | Edwin Argo auf „Honolulu Tomboy“ Harry Chamberlin auf „Pleasant Smiles“ Earl Foster Thomson auf „Jenny Camp“ |        |
| 2     | NED  | Aernout van Lennep auf „Henk“ Charles Pahud de Mortanges auf „Marcroix“ Karel Schummelketel auf „Duiveltje“  |        |
| 3     |      | nicht vergeben                                                                                               |        |